# Ram Jam
Ram Jam var en rockgrupp bildad i New York i USA i mitten på 1970-talet. Medlemmar i gruppen var Myke Scavone (sång), Bill Barlett (gitarr), Howie Arthur Blauvett (basgitarr) och Pete Charles (trummor). Gruppen hade en stor hitlåt hösten 1977 med "Black Betty". "Black Betty" blev även en hit i början av 1990-talet som remix.

## Medlemmar
Senaste medlemmar
- Bill Bartlett – sologitarr, rytmgitarr (1977–1978)
- Howie Arthur Blauvelt – basgitarr (1977–1978; död 1993)
- Pete Charles – trummor (1977–1978; död 2002)
- Myke Scavone – sång (1977–1978)
- Jimmy Santoro – sologitarr, rytmgitarr (1977–1978)

Turnerande medlemmar
- Sherwin Ace Ross – sång (1978–1979)
- Greg Hoffman – gitarr (1978–1979)
- Glenn Dove – trummor (1978–1979)
- Dennis Feldman – basgitarr (1978–1979)
- David E. Eicher – keyboard (1978–1979)

## Diskografi
Album
- Ram Jam (1977)
- Portrait of the Artist As a Young Ram (1978)
- Thank You Mam (1994)

EP
- Black Betty (1981)

Singlar
- "Black Betty" / "Keep Your Hands on the Wheel" (1977)
- "Keep Your Hands on the Wheel" / "Right on the Money" (1977)
- "Black Betty" / "I Should Have Known" (1977)
- "Pretty Poison" / "Hurricane" (1978)
- "Black Betty (Rough'n Ready Remix)" / "Original version" / "Edit" (1989)

Samlingsalbum
- The Very Best of Ram Jam (1990)